# Alberto Denegri
Alberto Luis Denegri (7 agosto 1906 – 18 maggio 1973) è stato un calciatore e allenatore di calcio peruviano.

## Carriera
In carriera, Denegri giocò per l'Universitario e per il Perù col quale prese parte al Mondiale 1930 giocando contro la Romania e l'Uruguay.

## Palmarès

### Giocatore

#### Competizioni nazionali
- Campionato peruviano: 1

Universitario: 1934